# Dialogue politique béninois de 2019
Le dialogue politique est une assise organisée au Bénin  entre le gouvernement du président du Patrice Talon et une partie de l'opposition béninoise à la suite de la crise politique de 2019 ayant suivi les élections législatives du 28 février 2019. Il a lieu du jeudi 10 octobre au samedi 12 octobre 2019 au palais des congrès de Cotonou et s’achève sur 18 recommandations et à la première modification de la constitution du Bénin depuis la conférence des forces vives de la nation qui a eu lieu en février 1990. 

## Contexte
Lors des élections législatives béninoises de 2019, les deux partis soutenant les actions du chef de l'État sans ceux de l'opposition ont été proclamés vainqueurs au scrutin uninominal majoritaire à un tour par la commission électorale nationale autonome. Aucun parti de l’opposition n’avait participé à ce scrutin car écarté conformément aux nouvelles réformes politiques. Les deux partis de la mouvance présidentielle obtiennent 83 députés sur les 83 que doit contenir l’assemblée nationale : soit Union progressiste 56,22 % (47députés ) et le Bloc républicain 43,78 % (36députés) avec un taux abstention qui s'élève à près de 73 %.
L'opposition dénonce immédiatement ces résultats qu'elle juge frauduleux et refuse de reconnaitre la légitimité des députés de cette  8ème  législature.
La répression sanglante des manifestations post-électorales fait au moins 4 morts et le gouvernement restreint l'accès aux réseaux sociaux et censure l’internet au Bénin.
L’impartialité des institutions de la république sont remises en cause notamment celle de Joseph Djogbénou, président de la cour constitutionnelle, ancien avocat personnel du président Patrice Talon. Il en est de même pour Emmanuel Tiando président de commission nationale autonome.

## Ordre du jour et participants

### Ordre du jour
Cinq points principaux sont consacrés à l'ordre du jour à savoir,,:
1. Toilettage du code électoral et de la charte des partis politiques;
2. Renforcement du système partisan;
3. Recherche d’équité dans la représentation du peuple à l’Assemblee nationale;
4. Statut de l’opposition ;
5. Mesures d’apaisement de la situation politique.

### Participants
96 délégués dont 8 partis politiques sur 9 ont effectivement répondu à cette assise dont les deux grands blocs qui soutiennent Patrice Talon, l'Union progressiste et le Bloc républicain. Le Parti Dynamique Unitaire pour la Démocratie et le Développement (DUD) de Valentin Aditi Houde est absent des travaux.
Au nombre des partis politiques, il y a :
- Union Progressiste (UP) : Abraham Zinzindohoué ;
- Parti du renouveau démocratique (PRD) : Charlemagne Honfo ;
- Mouvement des Elites Engagées pour l’Emancipation du Bénin (MOELE-BENIN) : Céphise Beo Aguiar ;
- Force Cauris pour le Développement du Bénin (FCDB) : Soumanou Toléba ;
- Union pour le développement d’un Bénin nouveau (UDBN) : Cyrille Djikui (Bâtonnier) ;
- Forces Cauris pour un Bénin émergent (FCBE) :  Théophile Yarou ;
- Parti la Flamme Renouvelée (PFR) : Gilbert Eda.

Le Présidium conduisant les travaux est composé comme suit :
1. Dorothé Sossa (Modérateur et facilitateur Général) ;
2. Victor Topanou (Rapporteur principal) ;
3. Luc Sinzogan (Rapporteur représentant l’opposition) ;
4. Orden Alladatin (Rapporteur représentant la mouvance).

## Rapport de synthèse des assises
Pour un dégel total de la crise politique au Bénin,le dialogue politique s’achève sur plusieurs recommandations,,,:

### Les points de consensus
les points du consensus déclinent en 04 grands axes:
- le Toilettage des textes de la charte des partis et du code électoral en vigueur au Bénin,
- le renforcement du système partisan,
- l’équité dans la représentation des femmes dans les instances de décisions
- la reconnaissance d’un véritable statut pour l’opposition à tous ces point s'ajoutent 18 mesures d’apaisement proposées

## Accord
Le dialogue aboutit à un accord sur les règles de participation aux élections, inscrites dans une révision de la constitution. Les partis ne peuvent plus désormais participer au sein d'alliances, et doivent présenter des candidats dans chaque circonscription afin de concentrer les suffrages sur des formations de réelle envergure nationale. Lors des élections municipales de mai 2020, qui impliquent 546 arrondissements, cinq partis parviennent ainsi à voir leur participation validée en amont par la Cena, contre 34 listes de partis ou d'alliance de partis aux municipales précédentes en 2015. L'accord concerne directement les élections législatives de 2022, qui voient le nombre de députés passer de 83 à 109 dont 24 femmes, élu pour un mandat exceptionnellement raccourci de quatre à trois ans, afin de déboucher sur la tenue en janvier 2026 de nouvelles élections législatives et municipales combinées à une élection présidentielle en avril. Cette dernière verra également élu en même temps que le président un vice-président, tous deux élus pour cinq ans,.